# Kreis Baktalórántháza
Der Kreis Baktalórántháza (ungarisch Baktalórántházai járás) ist ein Binnenkreis im Zentrum des nordostungarischen Komitats Szabolcs-Szatmár-Bereg. Er grenzt an folgende sieben Kreise, beginnend im Westen im Uhrzeigersinn: Nyíregyháza, Kemecse, Kisvárda, Vásárosnamény, Mátészalka, Nyírbátor und Nagykálló.

## Geschichte
Der Kreis ging zur ungarischen Verwaltungsreform Anfang 2013 aus 12 der 19 Gemeinden seines Vorgängers, dem gleichnamigen Kleingebiet (ungarisch Baktalórántházai kistérség), hervor. Sieben Gemeinden (mit 43,7 % der Fläche und 43,5 % der Bevölkerung) wurden an die umliegenden Kreise (Kemecse 2, Kisvárda 2, Nyíregyháza 1, Vásárosnamény 2) abgegeben.

## Gemeindeübersicht
Der Kreis Baktalórántháza hat eine durchschnittliche Gemeindegröße von 1.607 Einwohnern auf einer Fläche von 21,21 Quadratkilometern. Die Bevölkerungsdichte liegt unter dem Komitatswert. Der Verwaltungssitz befindet sich in der einzigen Stadt, Baktalórántháza, im Osten des Kreises gelegen.
| Gemeinde              | Status       | Herkunft Kleingebiet | Einwohnerzahl | Einwohnerzahl | Einwohnerzahl | Fläche (km²) | Bevölkerungs- dichte (Ew./km²) |
| Gemeinde              | Status       | Herkunft Kleingebiet | 01.10.2011    | 01.01.2013    | 01.01.2016    | 01.01.2016   | Bevölkerungs- dichte (Ew./km²) |
| --------------------- | ------------ | -------------------- | ------------- | ------------- | ------------- | ------------ | ------------------------------ |
| Baktalórántháza       | Stadt        | Baktalórántháza      | 3.916         | 4.037         | 3.954         | 35,24        | 112,2                          |
| Besenyőd              | Gemeinde     | Baktalórántháza      | 669           | 681           | 763           | 9,45         | 80,7                           |
| Laskod                | Gemeinde     | Baktalórántháza      | 1.004         | 995           | 955           | 13,59        | 70,3                           |
| Levelek               | Großgemeinde | Baktalórántháza      | 2.880         | 2.956         | 2.956         | 25,73        | 114,9                          |
| Magy                  | Gemeinde     | Baktalórántháza      | 917           | 922           | 922           | 20,70        | 44,5                           |
| Nyíribrony            | Gemeinde     | Baktalórántháza      | 1.057         | 1.080         | 1.105         | 20,09        | 55,0                           |
| Nyírjákó              | Gemeinde     | Baktalórántháza      | 870           | 895           | 883           | 10,34        | 85,4                           |
| Nyírkércs             | Gemeinde     | Baktalórántháza      | 794           | 826           | 793           | 14,28        | 55,5                           |
| Ófehértó              | Gemeinde     | Baktalórántháza      | 2.515         | 2.587         | 2.538         | 43,17        | 58,8                           |
| Petneháza             | Gemeinde     | Baktalórántháza      | 1.785         | 1.790         | 1.695         | 24,20        | 70,0                           |
| Ramocsaháza           | Gemeinde     | Baktalórántháza      | 1.517         | 1.529         | 1.510         | 18,11        | 83,4                           |
| Rohod                 | Gemeinde     | Baktalórántháza      | 1.199         | 1.223         | 1.213         | 19,56        | 62,0                           |
| Kreis Baktalórántháza |              |                      | 19.123        | 19.521        | 19.287        | 254,46       | 75,8                           |